# 1М

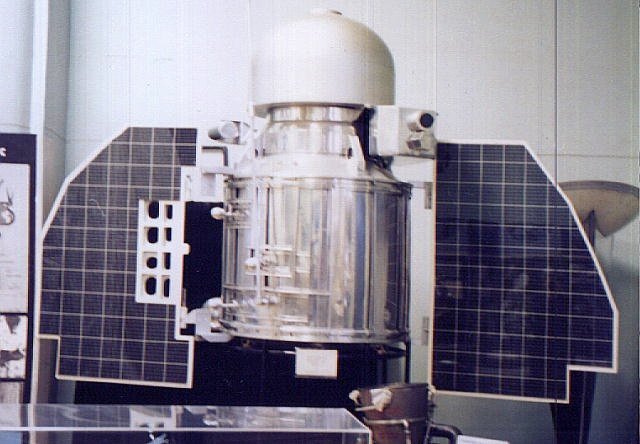
Автоматическая межпланетная станция 1М

1М (ретроним; до появления последующих поколений использовалось обозначение «Объект „М“») — первое поколение советских межпланетных станций для изучения Марса.
В США эти аппараты получили известность под именем Marsnik (соединение слов «Mars» и «sputnik», так как программа первоначально предполагала выведение объектов на орбиту Марса и поиск живых существ).
Осуществление запусков аппаратов планировалось в сентябре, а фактически выполнялось в первой половине октября 1960 года.
Цели программы:
- изучение межпланетного пространства между орбитами Земли и Марса;
- исследование с пролётной траектории космического пространства около Марса (ионосферы, магнитосферы);
- получение изображений поверхности планеты.

Программа «1М» должна была стать первой в мире экспедицией к другой планете, но потерпела неудачу вследствие отказа ракет-носителей.
В 1961 году на их базе была разработана второе поколение межпланетных станций, «2МВ».

## Аппараты
Проектирование зондов и ракет-носителей осуществлялись в 1958—1960 гг в ОКБ-1. Монтаж и сборка блоков выполнялись на Заводе № 88, окончательная сборка и испытания на НИИП-5.
Масса аппарата — 640 кг. В составе оборудования были магнетометр, радиометр, детектор микрометеоритов, ряд других. Двигатель — ЖРД (гептил/азотная кислота).
- «Марс 1960А» («Marsnik-1», «Корабль-4», «Марс 1М» № 1)[2]: расчётная дата пролёта около Марса — 13 мая 1961 г. Дата запуска — 10 октября 1960 года. Ракета-носитель — 8К78. На 300-й секунде полёта, на высоте около 120 км произошёл отказ системы управления, приведший к отключению двигателей третьей ступени ракеты. Третья и четвёртая ступени с космическим аппаратом сгорели в атмосфере после подачи команды на самоуничтожение (324-я секунда полёта).
- «Марс 1960Б» («Marsnik-2», «Корабль-5», «Марс 1М» № 2)[3]: расчётная дата пролёта — 15 мая 1961 г. Дата запуска — 14 октября 1960 года. Ракета-носитель — 8К78. На 290-й секунде полёта произошёл отказ двигателя третьей ступени из-за утечки жидкого кислорода и последующим замерзанием топлива (керосина), произошедшим до запуска. Третья и четвёртая ступени с космическим зондом сгорели в атмосфере.